# محمدحسین صادقی
محمدحسین صادقی فقیه، مجتهد و نمایندهٔ منتخب مردم شهرستان‌های دورود و ازنا، در دورهٔ نخستِ مجلس شورای اسلامی بود. وی در سال ۱۳۶۰ در حادثهٔ بمب‌گذاری در دفتر حزب جمهوری اسلامی کشته شد. محمود صادقی، نمایندهٔ مردم تهران در مجلس دهم یکی از فرزندان اوست.